# ゲリラコマンド

ゲリラコマンド（Guerrilla Commando）、またはゲリラ・コマンド、ゲリラ・コマンドウは、少人数で密かに浸入し破壊活動、後方攪乱などを行う者もしくは集団を指す語である。このような活動に従事する不正規軍部隊および正規軍部隊の双方、すなわちゲリラとコマンドウを総称する言葉として使われ、ゲリコマと略称される。

## 概要
日本の防衛白書において、ゲリラ・コマンドウ攻撃は「ゲリラや特殊部隊による攻撃ともいう」とされ、また、「ゲリラや特殊部隊による攻撃」の態様については「1．不正規軍の要員であるゲリラによる施設などの破壊や人員に対する襲撃などや、2．正規軍である特殊部隊による破壊工作、要人暗殺、作戦中枢への強襲など」とされている。
ゲリラコマンド事案は、警察機関が第一義的に対処することとされており、一般の警察力をもっては治安を維持することができないと認められる場合には治安出動となる。また、ゲリラコマンド事案が外部からの組織的・計画的な武力行使によるものと認められる場合には防衛出動により対処することとされている。1996年の江陵浸透事件、1999年の能登半島沖不審船事件などの北朝鮮工作員関連事案を通じて、ゲリラコマンド事案の脅威が認識されるようになった。これを受けて、2000年2月に国家公安委員会と防衛庁（当時）で「治安出動の際における治安の維持に関する協定」が締結されたのに続いて、2001年2月には警察庁および防衛庁とで細部協定が締結され、2002年4月までに、各都道府県警察と陸上自衛隊の各師旅団とで現地協定が締結された。そして共同図上訓練を経て、2004年9月に警察庁と防衛庁とで「治安出動の際における武装工作員等共同対処指針」が策定されたのを受けて、2005年3月には各都道府県警察と陸上自衛隊の各師旅団とで「治安出動の際における武装工作員等事案への共同対処マニュアル」が作成された。